# Нижньорейнський буровугільний басейн
Нижньорейнський буровугільний басейн — розташований у Німеччині та Нідерландах. Розробка розпочалась у XVIII столітті.

## Характеристика
Загальні запаси 55 млрд т вугілля. Вугленосні відклади палеоцену — пліоцену.
Теплота згоряння вугілля — 7,1 — 10,5 МДж/кг.

## Технологія розробки
Річний видобуток відкритим способом близько 120 млн т (1990).